# Pierre-au-Coq (Soligny-les-Étangs)
Pour les articles homonymes, voir Pierre-au-Coq.
La Pierre-au-Coq est un menhir situé à Soligny-les-Étangs,  dans le département français de l'Aube.

## Protection
L'édifice est classé au titre des monuments historiques en 1959.

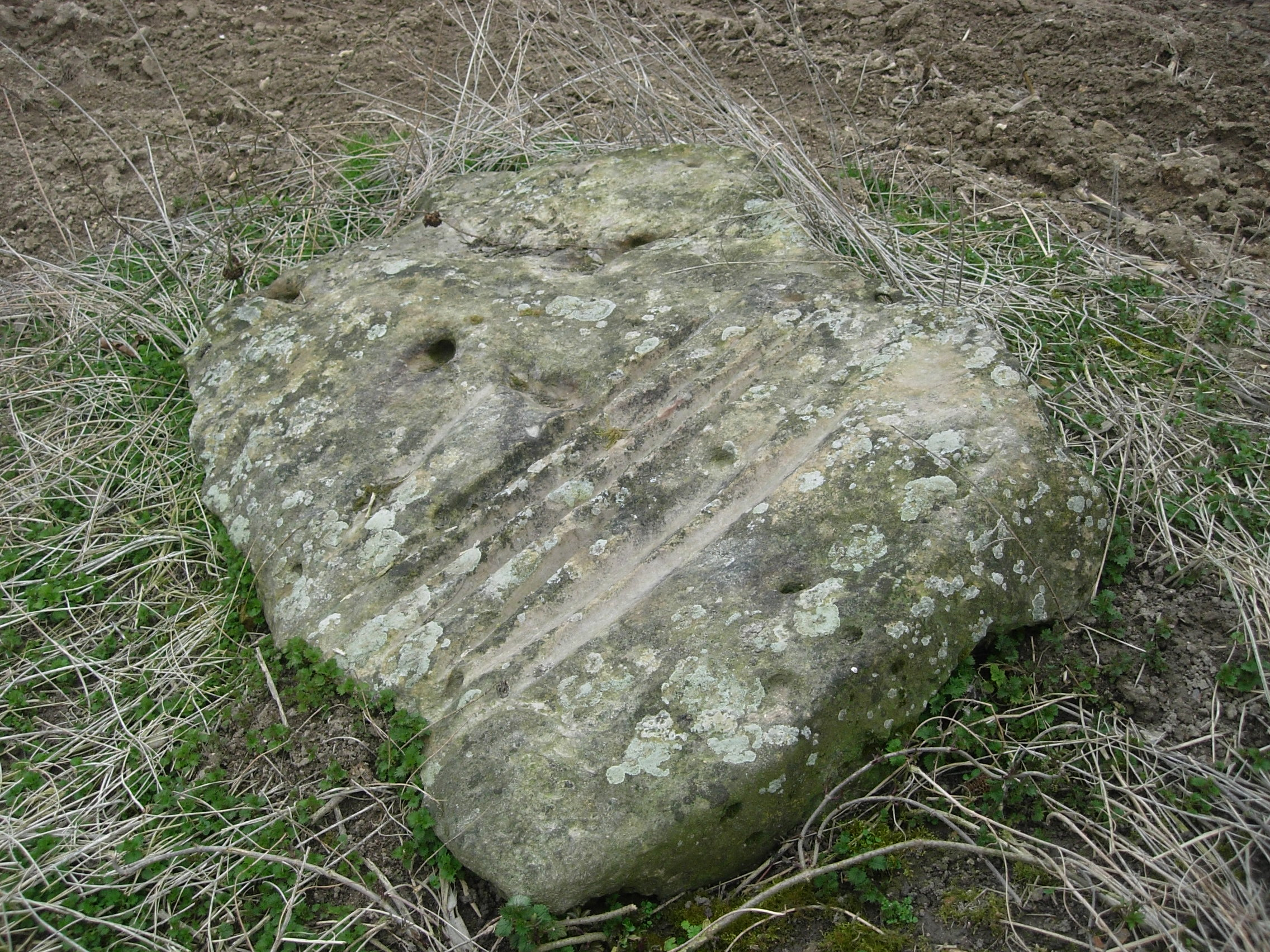
Le polissoir.

## Description
Le menhir est situé à environ 140 m de l'Orvin à 88 m d'altitude. Il sert de borne géodésique. De forme parallélépipédique, il mesure 2,75 m de hauteur pour 2,20 m de largeur et 0,70 m d'épaisseur. Il est incliné vers l'est, sa grande face orientée à l'ouest.
Un polissoir découvert 100 m au sud dans les années 1960 fut transporté au pied du menhir. Il mesure 2,05 m de longueur pour 1,30 m de largeur et 0,20 m d'épaisseur. Il comporte quatre rainures en « V » et trois rainures en « U », d'une profondeur variant de 2 m à 4 m pour  0,22 m à 1 m de longueur, ainsi qu'une cuvette de polissage.

## Folklore
Selon la légende, le menhir tourne sur lui-même lorsque le coq chante. La tradition rattache aussi ce menhir à Attila, qui aurait embrassé la pierre, et il existe un chemin dit d'Attila qui relie les bourgs de Soligny et de Charmesseaux.